# Distretto di Bang Khan
Il distretto di Bang Khan (in thailandese: บางขัน) è un distretto (amphoe) della Thailandia, situato nella provincia di Nakhon Si Thammarat.